# ГУ-50

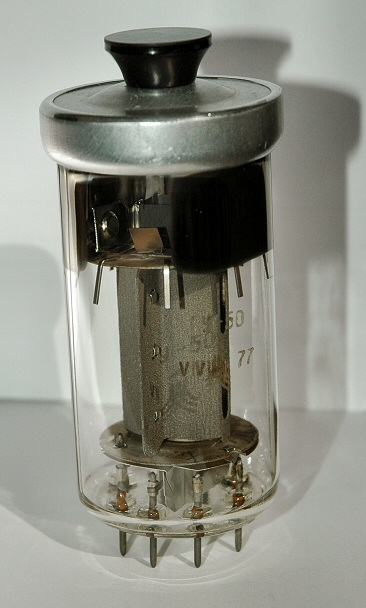
ГУ-50

ГУ-50 (П-50) — радиолампа производства СССР, часто применявшаяся в любительских и промышленных конструкциях выходных каскадов радиопередатчиков коротковолнового диапазона. Устанавливалась также в выходном каскаде строчной развёртки некоторых ранних советских телевизоров.

## Общие данные
Пентод ГУ-50 предназначен для усиления мощности и генерирования колебаний высокой частоты. Применяется в передающих устройствах, в усилителях низкой частоты для усиления мощности и в телевизионных приёмниках в каскадах строчной развёртки.
Катод — оксидный косвенного накала.
Работает в вертикальном положении выводами вниз. Выпускается в металлостеклянном бесцокольном оформлении. Срок службы составляет не менее 1000 часов.
Выводы электродов — штырьковые, 8 штырьков. Первый штырёк расположен против стеклянного выступа на баллоне. Лампа устанавливается в специальную панель с металлической обечайкой и пружинными фиксаторами лампы. Для извлечения лампы из панели в верхний металлический колпак лампы ввинчивается пластмассовая ручка.

### Основные характеристики
- Напряжение накала — 12,6 В.
- Ток накала — 0,6—0,85 А.
- Крутизна характеристики (при напряжении анода 800 В, второй сетки 250 В, приращении напряжения первой сетки 5 В, токе анода 50 мА) — 3—5,5 мА/В.
- Мощность выходная, при напряжениях анода 800 В, второй сетки 250 В, первой сетки −100 В, токе анода не более 150 мА — не более 55 Вт.